# Stazione di Pratola Ponte
Stazione di Pratola Ponte vasútállomás Olaszországban, Pomigliano d’Arco településen.

## Vasútvonalak
Az állomást az alábbi vasútvonalak érintik:
- Nápoly–Nola–Baiano-vasútvonal

## Kapcsolódó állomások
A vasútállomáshoz az alábbi állomások vannak a legközelebb:
- Stazione di Pomigliano d'Arco
- Stazione di Talona